# Euchrysops severini
Euchrysops severini är en fjärilsart som beskrevs av Gustaaf Hulstaert 1924. Euchrysops severini ingår i släktet Euchrysops och familjen juvelvingar. Inga underarter finns listade i Catalogue of Life.